# 마다가스카 펭귄들의 크리스마스 미션
마다가스카 펭귄들의 크리스마스 미션(The Madagascar Penguins In A Christmas Caper)은 미국에서 제작된 게리 트러스데일 감독의 2005년 애니메이션, 코미디, 모험 영화이다. 테레사 쳉 등이 제작에 참여하였다.

## 줄거리
크리스마스 이브에 뉴욕의 센트럴 파크 동물원에서 팀의 막내 펭귄인 프라이빗은 눈사람으로 장식된 잠망경을 이용해 동물원을 둘러보고 있다. 대부분의 동물들은 행복해 보이지만, 테드라는 이름의 북극곰은 혼자 있다. 그래서 프라이빗은 테드 북극곰을 위한 선물이 그를 기쁘게 할 것이라고 결정하지만, 다른 펭귄들은 같은 생각을 공유하지 않는다. 테드 북극곰의 선물을 찾기로 결심한 프라이빗은 동물원을 빠져나간다. 맨해튼 거리를 돌아다니던 중, 그는 자신의 사나운 개 미스터 츄의 씹는 장난감으로 착각한 나나에게 붙잡힌다. 프라이빗이 사라진 것을 발견한 (그들이 먹기 전에 모든 것을 검토하고 있을 때만) 다른 세 펭귄 스키퍼, 코왈스키, 리코는 나나의 아파트에서 프라이빗을 구출하기 위해 나선다. 그들은 미식축구 경기를 시청하느라 바쁜 나나가 눈치채지 못하는 사이에 미스터 츄와 혼돈의 상황을 만든다. 그들이 일을 마친 후, 미스터 츄를 양말에 집어넣는다. 떠나기 전, 스키퍼는 리코에게 다이너마이트 한 묶음(리코가 이전에 계속 사용하려고 시도했던 것)으로 문을 폭파하도록 허락하고, 마침내 나나의 주의를 끌어, 나나는 펭귄들이 자신의 아파트에 한 짓이 미스터 츄의 소행이라고 생각하며 미스터 츄를 심하게 벌준다.
센트럴 파크 동물원으로 돌아온 그들은 테드를 자신들의 집으로 초대하지만, 테드 북극곰은 이미 다른 손님들을 초대하여 징글 벨의 패러디를 대규모로 함께 부르게 된다.

## 목소리 출연
- 크리스 밀러
- 존 디마지오
- 톰 맥그래스
- 리프 휴튼
- 빌 파거바키
- 프랭크 웰커

## 사운드트랙
| #            | 제목                                      | 작사·작곡    | 재생 시간 |
| ------------ | ----------------------------------------- | ------------ | --------- |
| 8.           | 〈He Looks So Bad〉                       | Jim Dooley   | 0:42      |
| 9.           | 〈Where's The Private?〉                  | Jim Dooley   | 0:30      |
| 10.          | 〈Analysis!〉                             | Jim Dooley   | 0:41      |
| 11.          | 〈I am Walking Here〉                     | Jim Dooley   | 0:47      |
| 12.          | 〈Good Boy〉                              | Jim Dooley   | 1:24      |
| 13.          | 〈Help Me Guys!〉                         | Jim Dooley   | 0:26      |
| 14.          | 〈Storking Stuffer Operation〉            | Jim Dooley   | 1:36      |
| 15.          | 〈Bad Dog〉                               | Jim Dooley   | 0:46      |
| 16.          | 〈Jingle End〉                            | Jim Dooley   | 0:11      |
| 17.          | 〈Jingle, Jingle, Jingle - Brian Setzer〉 | Jim Dooley   | 1:49      |
| 총 재생 시간 | 총 재생 시간                              | 총 재생 시간 | 8:52      |

## 같이 보기
- 크리스마스 영화 목록